# O Sar
O Sar egy comarca (járás) Spanyolország Galicia autonóm közösségében, A Coruña tartományban. Székhelye Padrón. Népessége 2005-ös adatok szerint 17 354 fő volt.

## Települések
A székhely neve félkövérrel szerepel.
- Dodro
- Padrón
- Rois